# 엑시큐트 인 플레이스
엑시큐트 인 플레이스(Execute In Place, XIP)는 컴퓨터 과학에서 프로그램을 RAM에 복사하는 대신 장기 저장소에서 직접 실행하는 방법이다. 이는 필요한 총 메모리 양을 줄이기 위해 공유 메모리를 사용하는 확장이다.
일반적인 효과는 프로그램 텍스트가 쓰기 가능한 메모리를 소비하지 않고 이를 동적 데이터용으로 저장하며 프로그램의 모든 인스턴스가 단일 복사본에서 실행된다는 것이다.
이것이 작동하려면 다음과 같은 몇 가지 기준을 충족해야 한다.
- 스토리지는 CPU에 일반 메모리와 유사한 인터페이스를 제공해야 한다(또는 적응형 레이어가 있어야 함).
- 이 인터페이스는 무작위 액세스 패턴으로 충분히 빠른 읽기 작업을 제공해야 한다.
- 파일 시스템을 사용하는 경우 적절한 매핑 기능을 노출해야 한다.
- 프로그램은 시스템에서 저장소가 나타나는 주소를 인식하도록 연결되거나 위치 독립적이어야 한다.
- 프로그램은 로드된 이미지 내의 데이터를 수정해서는 안 된다.

저장 요구 사항은 일반적으로 NOR 플래시 메모리 또는 EEPROM을 사용하여 충족된다. 이는 대부분의 설정에서 일반 시스템 RAM보다 약간 느리지만 읽기 작업을 위해 바이트 주소를 지정할 수 있다.

## 같이 보기
- 롬 카트리지
- 펌웨어